# Bundestagswahlkreis Eberswalde – Bernau – Bad Freienwalde
Der Bundestagswahlkreis Eberswalde – Bernau – Bad Freienwalde war von 1990 bis 2002 ein Wahlkreis in Brandenburg. Er besaß die Nummer 274 und umfasste die ehemaligen Landkreise Eberswalde, Bernau und Bad Freienwalde. Im Zuge der Reduzierung der Anzahl der Wahlkreise in Brandenburg bei der Wahlkreisreform von 2002 von zwölf auf zehn wurde das Gebiet des Wahlkreises auf die beiden Wahlkreise Uckermark – Barnim I  und Märkisch-Oderland – Barnim II aufgeteilt. Die letzte direkt gewählte Wahlkreisabgeordnete war Petra Bierwirth (SPD).

## Wahlkreissieger
| Wahl | Name            | Partei | Erststimmen |
| ---- | --------------- | ------ | ----------- |
| 1998 | Petra Bierwirth | SPD    | 46,0 %      |
| 1994 | Bodo Teichmann  | SPD    | 44,6 %      |
| 1990 | Immo Lieberoth  | CDU    | 35,9 %      |